# Ковальчук Оксана Олексіївна
Оксана Олексіївна Ковальчук (біл. Аксана Аляксееўна Кавальчук), до шлюбу Стремужевська (23 листопада 1979, Вітебськ, Білоруська РСР, СРСР) — білоруська і російська волейболістка. Гравчиня національної збірної Білорусії. Нападниця. Майстер спорту міжнародного класу. 

## Біографія
З 1992 року займалася волейболом у вітебській спортивній школі № 4 (тренер — В. Стрижак). Під його керівництвом місцева «Вітебчанка» разом із Оксаною Стремужевською вийшла у вищу лігу чемпіонату Білорусії. Потім виступала за команди з Бреста, Мінська, Росії, Азербайджану і Туреччини.
У чемпіонаті Росії 2005/2006 посіла шосте місце серед найрезультативніших гравців, а в сезоні 2008/2009 була четвертою за цим показником.
У 2002—2004 і 2009 роках Оксана Ковальчук визнавалася липецькими журналістами найкращою волейболісткою у складі місцевої команди «Стінол» («Індезит»).
У складі збірної Білорусі брала участь у чотирьох чемпіонатах Європи (2007, 2009, 2015, 2017).
Має громадянство Росії та Білорусії.

## Клуби
| Роки      | Команди                        |
| --------- | ------------------------------ |
| 1996—2001 | «Вітебчанка» (Вітебськ)        |
| 1996—2001 | «Ковровщик» (Брест)            |
| 2001—2004 | «Стінол» (Липецьк)             |
| 2004—2007 | «Казаночка» (Казань)           |
| 2007—2008 | «Динамо-Янтар» (Калінінград)   |
| 2008—2009 | «Індезит» (Липецьк)            |
| 2009—2010 | «Динамо-Казань» (Казань)       |
| 2010—2011 | «Уралочка-НТМК» (Єкатеринбург) |
| 2011—2012 | «Азеррейл» (Баку)              |
| 2013—2014 | «Прибужжя» (Брест)             |
| 2014—2015 | «Азеррейл» (Баку)              |
| 2015—2016 | «Бешикташ» (Стамбул)           |
| 2016—2020 | «Мінчанка» (Мінськ)            |
| 2020—     | «Прибужжя» (Брест)             |

## Досягнення

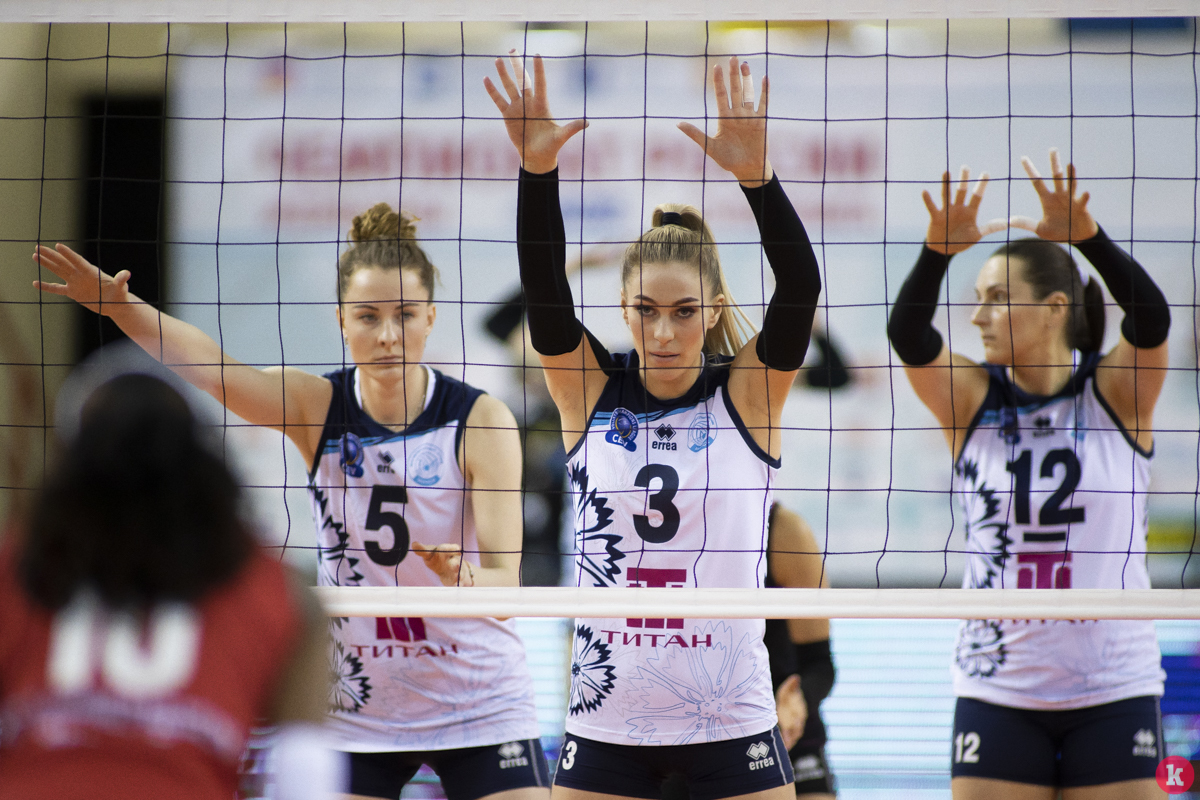
Волейболістки «Мінчанки» Богдана Анісова (№ 5), Надія Столяр (№ 3) і Оксана Ковальчук (№ 12) у матчі з «Локомотивом» (Калінінград).

- Срібна призерка Кубка Європейської конфедерації волейболу (1): 2018
- Чемпіонка Білорусії (4): 2014, 2017, 2018, 2019
- Срібна призерка чемпіонату Білорусії (2): 1997, 1999
- Бронзова призерка чемпіонату Білорусії (2): 1998, 2001
- Володарка Кубка Білорусії (4): 2000, 2016, 2017, 2018
- Срібна призерка Кубка Росії (1): 2001

## Статистика
У збірній:
| Турнір                | Ігри | Сети | Очки | Ср.  | Примітки |
| --------------------- | ---- | ---- | ---- | ---- | -------- |
| Чемпіонат Європи 2007 |      |      |      |      |          |
| Чемпіонат Європи 2009 |      |      |      |      |          |
| Чемпіонат Європи 2015 | 3    | 13   | 54   | 4,15 | [ 3 ]    |
| Чемпіонат Європи 2017 | 5    | 19   | 40   | 2,11 | [ 4 ]    |
| Всього                |      |      |      |      |          |

- Ср. — середній показник результативності за один сет.